# Wolfgang Schöne (Kunsthistoriker)
Wolfgang Schöne (* 11. Februar 1910 in Marburg; † 17. August 1989 in Hamburg) war ein deutscher Kunsthistoriker.

## Leben und Wirken
Wolfgang Schöne war Sohn des Arztes und Hochschullehrers Georg Schöne (1875–1960) und seiner Ehefrau Mary Schöne, geborene von Seidlitz (1883–1974). Sein Großvater väterlicherseits war Richard Schöne (1840–1922), klassischer Archäologe und von 1880 bis 1905 Direktor der Königlichen Museen zu Berlin, sein Großvater mütterlicherseits Woldemar von Seidlitz, Kunsthistoriker und ab 1884 vortragender Rat in der Generaldirektion der Königlichen Sammlungen Dresden, eine Funktion, die der des Generaldirektors glich.
Nach dem Studium in München, Freiburg im Breisgau, Göttingen und Berlin wurde er 1938 am Kunstgeschichtlichen Institut in Frankfurt am Main promoviert. In Göttingen war er ein Schüler von Wolfgang Stechow. Ab 1936 betätigte er sich als Volontärassistent an der Nationalgalerie Berlin und erhielt ein Stipendium der Deutschen Forschungsgemeinschaft. Schöne, der bereits seit 1933 Mitglied der nationalsozialistischen SA war, wurde 1937 auch Mitglied der NSDAP. In Freiburg habilitierte er im Jahre 1943.
Ab 1945 lehrte er als Dozent an der Universität Hamburg, ab 1947 wurde er dort zum Ordinarius ernannt. In den Jahren 1964 bis 1966 betätigte er sich als Vizepräsident der Joachim-Jungius-Gesellschaft der Wissenschaften. 1971 wurde er zum ordentlichen Mitglied der Göttinger Akademie der Wissenschaften gewählt.
Einen zentralen Gesichtspunkt in Schönes kunsthistorischer Arbeit bildete das Licht in den Darstellungen der großen Meister. Hier prägte er den Begriff des transzendentalen Leuchtlichts. Dabei verstand er darunter nicht die Erscheinung des physikalischen Lichts (Eigenlicht) einer Lichtquelle als Mittel einer Darstellung, sondern als Repräsentation der Transzendenz der Darstellung. So bilde das auf eine weiße Wand geworfene Licht einer Lichtquelle das Reflexlicht (als Beleuchtungslicht) oder applizierte Licht, welches dann indirekt die Darstellung beleuchtet. Seine entscheidende Arbeit erschien über diesen Zusammenhang 1954 in dem Buch Über das Licht in der Malerei.

## Schriften
- Dieric Bouts und seine Schule. Berlin 1938.
- (Hrsg.) Die großen Meister der niederländischen Malerei des 15. Jahrhunderts. Hubert van Eyck bis Quentin Massys. Leipzig 1939.
- Gerhard Marcks. Vierundzwanzig Zeichnungen. Krefeld 1949.
- Über das Licht in der Malerei. Berlin 1954.
- Die Geißblattlaube. Doppelbildnis des Künstlers mit Isabella Brant. Stuttgart 1956.
- Die Bildgeschichte der christlichen Gottesgestalten in der abendländischen Kunst. In: Wolfgang Schöne, Johannes Kollwitz & Hans von Campenhausen: Das Gottesbild im Abendland. Berlin 1957.
- Raphael. Berlin und Darmstadt 1958.
- Rembrandts Mann mit dem Goldhelm. In: Jahrbuch der Akademie der Wissenschaften in Göttingen 1972. Göttingen 1973.